# Lausen
Pour l’article homonyme, voir Jens Lausen.
Lausen est une commune suisse du canton de Bâle-Campagne, située dans le district de Liestal.

## Histoire

Vue aérienne (1949).

Situé dans la vallée de l'Ergolz, le village est cité pour la première fois en 1275 sous le titre In villa et banno Langenso. Il se développe au Moyen Âge principalement sur la rive droite de l'Ergolz, dans le hameau appelé Bettenach (mentionné depuis 1329), où l'on a retrouvé un captage d'eau alimentant l'aqueduc qui, du temps des romains approvisionnait Augusta Raurica, ainsi qu'une chapelle funéraire du VIe siècle. 
L'église paroissiale est construite au XIe siècle sur l'emplacement de la chapelle. Elle est totalement rénovée au milieu du XVe siècle et agrandie d'une cure ainsi que d'une grange. À partir de 1200, le hameau de Bettenach Est et le village de Lausen, sur la rive gauche de l'Ergolz, commencent à se développer. Il comprend un quartier inférieur où se trouvent plusieurs moulins (à céréales dès 1318, une papeterie entre 1571 et 1983) et un quartier supérieur, composé de maisons bordant l'ancienne route.
Dès 1305, l'évêque de Bâle y exerce les droits de justice jusque vers 1400, lorsque le village est vendu avec la ville et seigneurie de Liestal à la ville de Bâle. Plus tard, aux XVIIIe et XIXe siècles, la passementerie, puis la draperie, l'industrie céramique et horlogère de développement successivement sur le territoire de la commune. À partir de 1930, la commune s'agrandit fortement grâce à l'apparition de nombreux quartiers résidentiels.

## Transports
Lausen est reliée au réseau ferroviaire depuis 1858. De nos jours, la commune se trouve sur le parcours de la ligne ferroviaire CFF Bâle-Olten, à 17 km de Bâle et à 22 km d’Olten.

## Personnalités
- Johann Jakob Balmer, physicien et mathématicien ;
- Max Martin, archéologue.

## Économie
L'entreprise horlogère Montres Ronda est établie dans cette commune depuis sa création en 1946. Cette société regroupe via ses cinq filiales, son siège social et ses ateliers de fabrication en Suisse comme à l'étranger (Thaïlande et Hong Kong) environ 1 500 personnes en 2022.

## Sources
- (de) Cet article est partiellement ou en totalité issu de l’article de Wikipédia en allemand intitulé « Lausen BL » (voir la liste des auteurs).
- Brigitte Frei-Heitz, « Lausen » dans le Dictionnaire historique de la Suisse en ligne, version du 17 mars 2009.